# Rapotice
Rapotice är en ort i Tjeckien. Den ligger i regionen Vysočina, i den sydöstra delen av landet, 170 km sydost om huvudstaden Prag. Rapotice ligger 496 meter över havet och antalet invånare är 462.
Terrängen runt Rapotice är huvudsakligen platt, men åt sydost är den kuperad. Rapotice ligger uppe på en höjd. Runt Rapotice är det tätbefolkat, med 411 invånare per kvadratkilometer. Närmaste större samhälle är Náměšť nad Oslavou, 7,1 km väster om Rapotice. I omgivningarna runt Rapotice växer i huvudsak blandskog.